# شيراز (مغنية)
باميلا سعادة من مواليد 19 سبتمبر 1997 في جونية، لبنان، والمعروفة باسم الشهرة "شيراز"، هي مغنية وعارضة أزياء لبنانية. بدأت مسيرتها الفنية عام 2011. مثلت لبنان في مسابقة ملكة جمال الأرض واشتهرت بعد ذلك بأعمالها الفنية في مجال الغناء وعروض الأزياء والتواصل الإجتماعي.

## السيرة الفنية
أطلقت في عام 2010 أغنية لياليك، وتبعتها بألبوم يحمل نفس الاسم في 2011. عملت مع الفنان الإيطالي آدام كلاي وأصدرت بالتعاون معه أغنيتها المنفردة «سهرت عيوني» في 2011. وهي عضو في نقابة الفنانين المحترفين في لبنان. طرحت في مايو 2014 أغنيتها المنفردة أموت وانساك، من كلمات محمد رفاعي ومن ألحان وتوزيع أحمد إبراهيم. تم تصوير الأغنية في لبنان تحت إدارة المخرج اللبناني سليم الترك وغنائها باللهجة المصرية. فازت بلقب نجمة أغنية الشباب خلال حفل الموريكس دور

## أغاني
- أجمل واحدة
- يا ليل[5]
- كيف بدك عني تغيب
- قمرة
- شو بعمل بها القلب[1]
- عايش معايا[1]

## أفلام
- ويك أند (فيلم) في دور جوانا [5]
- التتر في مسلسل موت أميرة “بعد اليوم”
- موت أميرة (مسلسل)

## وصلات خارجية
- شيراز على موقع قاعدة بيانات الأفلام العربية